# Parafia Wniebowzięcia Najświętszej Maryi Panny w Marzeninie
Parafia Wniebowzięcia Najświętszej Maryi Panny w Marzeninie – parafia rzymskokatolicka, znajdująca się w archidiecezji łódzkiej, w dekanacie widawskim. 
Według stanu na miesiąc luty 2017 liczba wiernych w parafii wynosiła 3200 osób.

## Proboszczowie i administratorzy
- ks. Kacper Kobyliński (1888–1895)[2]
- ks. Stanisław Łuczak (1920–1922)
- ks. Adam Nowak (1922–1925)
- ks. Marceli Sawicki (1926–1928)
- ks. Roman Brzeziński (1928–1929)
- ks. Edward Dąbrowski (1930–?)
- ks. Stefan Porczyk (1949–1961)
- ks. Zygmunt Janczak (1961–1966)
- ks. Tadeusz Sujkowski (1966–1971)
- ks. Stanisław Jasiński (1971–1988)
- ks. Marian Mękarski (1988–1991)
- ks. Andrzej Susło (1991–2007)
- ks. Marian Fałek (2007–2011)
- ks. Jerzy Dominowski (2011–nadal)